# Lei Tai

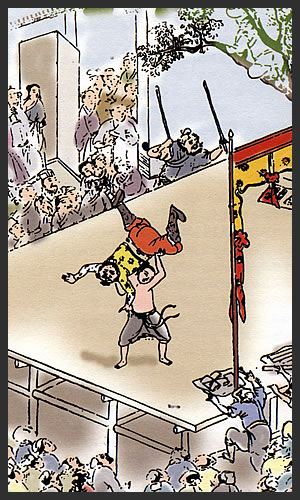
lèi tài

Le lèi tài (traditionnel : 擂臺 Simplifié : 擂台 littéralement: « plateforme de contact ») est une arène de combat surélevée, sans garde-corps, où des tournois, souvent mortels, impliquant des combats armés ou à mains nues avaient lieu. Les matchs « sanctionnés » étaient supervisés par un arbitre sur la plateforme et des juges sur les côtés. Les combattants perdaient en capitulant, en étant mis hors de combat ou étaient projetés à l’extérieur de la plateforme. Le gagnant demeurait sur la scène jusqu’à ce qu’un meilleur combattant prenne sa place. Une fois tous les aspirants éliminés, il devenait le champion. Les duels privés n’avaient aucune règle et se terminaient souvent par la mort d’un des participants.
Dans sa forme actuelle, le lei tai est apparu en Chine durant la dynastie Song. Toutefois, des variations plus anciennes peuvent être retracées jusqu’à la dynastie Qin. Aujourd’hui, il est utilisé dans les compétitions de Sanshou et Kuoshu à travers le monde.
Le dessin montré ci-dessous est la version couleur d’un original apparu dans l’édition de la dynastie Ming (ca. WanLi 明萬歷 1573-1620) du célèbre roman chinois Au bord de l'eau (水滸傳). La scène montre un des personnages principaux, Yan Qing (水滸傳), en train de vaincre son rival, Ren Yuan, surnommé Qing TianZhu (擎天柱任原), dans un duel de Lei Tai.

## Étymologie
Le symbole chinois pour Lèi (擂) combine le mot tonnerre (léi 雷) avec le radical main (shǒu 手). La signification pourrait se traduire par défier ouvertement. Mais, littéralement, il signifie frapper (un tambour). Tai veut dire scène ou plateforme. Le terme Da lei tai est aussi utilisé.
Le symbole Da combine le mot robuste ou vigueur avec le radical pour main. La combinaison des deux peut vouloir dire frapper ou combattre. La prononciation cantonaise de Lei tai est Leui Toi. En anglais, la prononciation est Lui Toi ou Loey Toy. Da lei tai est prononcé Da leui toi.
Il est important de noter que les militaires chinois utilisaient aussi Zhong Jun Lei Gu Tai (Plateforme centrale de percussion militaire) pour transmettre des ordres sur le champ de bataille ou pour indiquer l’heure dans la capitale. Dans Les Trois Royaumes, le général Zhang Fei a utilisé une « plateforme à percussion » pour enseigner le mouvement des troupes à ses militaires. Il est possible que le lei tai tienne son nom de cette pratique étant donné que le vainqueur risquait de battre son adversaire comme tambour.

## Dimensions
La surface de combat est carrée mais ses dimensions varient d’une source à l’autre.
- Le Swiss Open Kusohu Tournament indique que les combats de lei tai classiques prenaient place sur une scène d’au moins 2,5 m de haut et avait une superficie 100 m2.
- Le Tien Shan Pai Association indique que la dimension est soit de 24’ x 24’ ou 30’ x 30’ et de 2’ à 4’ de haut.
- La International Wushu Federation et la Chinese Wushu Association utilisent un lei tai de 24’ x 24’ et 2’ de haut. De plus, des tapis de 6’ de long x 1’ d’épaisseur sont installés sur tout le périmètre. Il est appelé le « Lei Tai de la Montagne Sanda des Neuf Soleils ». Il a été utilisé au 8e World Wushu Championships tenus au Vietnam en décembre 2005.
- Le International Chinese Kuoshu Federation utilise une scène de 24’ x 24’ x 16’’ de hauteur.
- Selon le livre Chinese Fast Wrestling for Fighting, les dimensions étaient de 24’ x 24’ x 5’ de haut[3].
- Le World Sport Encyclopedia parle d’une plateforme de 8 m x 8 m élevée d’environ 6 m et entourée de mur de caoutchouc.

## Histoire (avant 1928)
Le lei tai est apparu durant la dynastie Song alors qu’il était utilisé pour des matchs de boxe, d’exhibition de Shuai Jiao et pour des duels privés. Selon la Chinese Kuoshu Institute (UK), un ancêtre du lei tai était utilisé durant la dynastie Qin pour tenir des compétitions de lutte Jiao Li entre les soldats impériaux. Le gagnant était choisi comme garde du corps de l’empereur ou comme instructeur d’arts martiaux pour l’armée impériale.
Selon Cung Le, un combattant célèbre d’arts martiaux, « À l’époque, pour vous présenter comme boxeur dans un nouveau village, vous construisiez un lei tai, vous vous teniez debout dessus et invitiez tout le monde à vous déloger ». Certains combattants faisaient parvenir leur défis sous la forme d’une lettre écrite à la main à l’adversaire qu’ils désiraient affronter. Cette forme de défis a été illustrée dans le film Fearless quand le personnage interprété par Jet Li défie un autre combattant à un match. Le livre Ultimate Sparring : Principles & Practices mentionne : « les artistes martiaux organisaient des « matchs défis » sur le lei tai afin de tester leur talents, pour régler des disputes personnelles ou pour prouver la supériorité d’un style sur un autre. Un des combattants perdait le match et sa crédibilité en tombant au tapis ou en étant projeté hors de la surface de combat. Dans ce cas, personne ne voulait apprendre à boxer de ce professeur. Le gagnant devenait le « propriétaire » de la plateforme et le demeurait jusqu’à ce que quelqu’un réussisse à le vaincre. Lorsque tous les aspirants étaient éliminés, le vainqueur devenait le champion et son style régnait dans toute la région. Une autre méthode consistait à vaincre un maitre déjà établi sur le lei tai et prendre le contrôle de son école.
Pour devenir le champion, il fallait souvent affronter une multitude d’adversaires. Par exemple, le grand maitre de Lama Pai, Wong Yan-Lam, a installé son propre lei tai devant le monastère Hai Tung à Guangdong après une brillante carrière comme garde du corps dans la Chine du nord. Durant 18 jours, il a combattu plus de 150 adversaires sans subir la défaite. Selon le grand maitre de Hop Gar, David Chin, « Les aspirants étaient soit blessés ou tués. Wong ne laissait jamais un aspirant quitter son école sans avoir subi une blessure. Il était un maitre dans l’utilisation de la technique de la cruauté ». Peu de temps après, il fut nommé dirigeant des Dix Tigres de Canton, composé des 10 meilleurs hommes de kung fu de Guangdong. Grand maitre de la 18e génération de Taijiquan style Chen, Chen Zhao Pi (1893-1972), 3e neveu de Chen Fake, installa son lei tai devant la porte Xuan Wu Men de la ville de Beijing après la parution d’un article non autorisé sur la supériorité du Taijiquan de style Chen dans le Beijing Times qui encouragea de multiples adversaires à venir défier ses talents. Durant 17 jours, il vaincu plus de 200 personnes et fit la rencontre de plusieurs amis. Il fallait donc, en moyenne, de 17 à 18 jours et entre 150 et 200 combats gagnants afin d’établir la supériorité d’un style dans une région donnée. Tous les combats, armés ou non, se déroulaient sans équipement de protection fidèle à la tradition des Jissen Kumite du karaté Kyokushin. Au-delà de l’expulsion de la scène, les combats se poursuivaient souvent jusqu’à ce qu’un boxeur capitule, soit sévèrement blessé ou tué.
Un exemple de décès sur la scène a été décrit par le grand maître de Hung Gar Chiu Kow (1895-1995), père du grand maitre Chiu Chi Ling. Le combat opposait le maitre de Hung Gar Leng Cai Yuk et un patron des triades nommé Ha Saan Fu qui était aussi un maitre en arts martiaux internes. Parce que Ha trempait dans la prostitution, le jeu et le trafic de drogue, Leng défia Ha à un combat sur le lei tai pour freiner l’expansion de ses activités criminelles. Ha accepta le défi et s’engagea à quitter la région s’il était défait. Ha avait entendu parler de l’habileté de Leng à arracher la chair de ses adversaires avec ses mains nues, et il décida de protéger son torse avec des lanières de cuir avant le combat. Les deux hommes se présentèrent sur le lei tai pour signer les documents qui stipulaient qu’ils acceptaient que le combat puisse se terminer par la mort. La foule les regardait avec attention alors que les deux adversaires entamaient le combat. Après un moment, Leng (qui avait aperçu les lanières de cuir à travers les vêtements déchirés de Ha), contourna l’armure en glissant par le dessus et arracha les tripes de son adversaire qui tomba mort sur la scène. Lorsque les hommes de Ha voulurent s’en prendre à Leng, en revanche, la police arrêta Leng immédiatement pour le protéger et le remirent en liberté peu de temps après.
L’architecture sans garde-corps du lei tai permettait à un combattant de s’en sortir sans blessure grave. À tout moment, lorsque confronté à une adversaire supérieur, il pouvait simplement descendre de la scène. C’était considéré comme une défaite mais il avait, au moins, la vie sauve. Malgré cette option, le gouvernement nationaliste a quand même décidé de bannir l’ancienne tradition en 1928 à cause de trop grand nombre de décès.

## Temps modernes (1928 à aujourd’hui)

### Compétitions nationales de boxe
Dans le but de filtrer les meilleurs éléments pour des postes d’enseignants dans le nouvel Institut Central de Kuoshu et dans les écoles provinciales, les généraux Zhang Zhi jiang (1881-1966), Lie Jun (1882-1946) et Li Jinglin (1885-1931) ont tenu la première compétition de full-contact nationale en octobre 1928. Plusieurs maitres traditionnels refusèrent de participer parce qu’ils disaient que leurs habiletés ne pouvaient être mises en valeur que dans des duels sérieux et non sportifs. Toutefois, la compétition a quand même attiré des centaines de combattants qui ont participé dans des disciplines telles que la boxe, les armes et la lutte sur une arène de type lei tai. Mais, après quelques jours, la compétition a dû être arrêtée après le décès de deux maitres et plusieurs blessures sérieuses. Les 12 derniers combattants ont été interdits de poursuivre le tournoi de peur de perdre les meilleurs maitres du pays. Le gagnant fut désigné par un jury. Plusieurs des 15 meilleurs combattants (dont certains étaient des boxeurs de xingyiquan) ont poursuivi en enseignant à l’institut. En 1929, le gouverneur de la province de Guangdong a invité des maitres de l’institut (incluant certains des maitres présents durant l’édition 1928) à venir au sud pour établir l’Institut de Kuoshu du sud. Le général Li Jinglin a alors choisi cinq maitres pour représenter le nord. Ces hommes étaient connus comme les Wu hu xia jiangnan (Les 5 Tigres se rendant au sud de Jiangnan) :
- Gu Ru Zhang (1893-1952) du style Shaolin du Nord. Il était connu sous le nom de « Gu Ruzhang aux paumes de fer). Il s’était classé dans les 15 premiers au lei tai de 1928.
- Wan Laisheng (1903-1995) des styles Shaolin du Nord et Interne (incluant la Boxe Naturelle)
- Fu Zhensong (1881-1953) du style Baguazhang
- Wang Shao Zhou des styles Shaolin du Nord et Cha
- Li Xian Wu des styles Shaolin du Nord et Interne

En 1933, l’Institut organisa de nouveau la compétition nationale. Les règles disaient : « …si un décès survient durant un combat, le corps sera retourné chez le combattant dans un cercueil ». Les gagnants de cette compétition incluent :
- Chang Tung Sheng (1908-1986) du style Shuai Jiao. Il gagna dans la catégorie poids lourd ce qui lui valut le surnom « Flying Butterfly ».
- Wang Yu Shan (1892-1976) du style Taiji de la Mante Religieuse
- Li Kun Shan (1894-1976) du style de la Mante Religieuse du Prunier en Fleur

### Kuoshu (combat de lei tai)
Les principales différences résident dans les règles. Ainsi, dans le Kuoshu, les adversaires sont autorisés à frapper au même endroit deux fois. Le Kuoshu et le Sanshou sont des exemples de la popularité du concept de kung fu full-contact. Bien que certains voient une différence marquée entre les sports, des gens comme Anthony Goh, président de la United States of America Wushu-Kung Fu Federation, y voit moins de contraste. « Les règles seront toujours légèrement différentes », dit Goh, « mais les différents noms veulent tous dire la même chose ». D’autres y voient des variations purement historiques. Huang Chien Liang, président de la United States Kuoshu Federation et de la World Kuoshu Federation, note que : « Kuoshu veut aussi dire « art national ». En 1928, l’Académie Central de Kuoshu a été formée et a organisé un tournoi de full-contact, mais quand le Parti Communiste Chinois pris la direction de la Chine, le gouvernement Nationaliste a déménagé à Taiwan, où, en 1955, ils organisèrent une compétition full-contact qu’ils nommèrent Lei Tai. À ce moment-là, ils utilisaient les règles originales, sans protection et aucune catégorie de poids – le chiffre que vous pigiez déterminait votre adversaire. En 1975, Taiwan organisa le premier World Kuoshu Championship Tournament et instaura la notion de catégories de poids. En 1992, Taiwan avait déjà organisé sept compétitions Kuoshu Lei Tai ».
Pendant ce temps, en Chine, « le Kuoshu a été persécuté durant la Révolution Culturelle », note le président Huang, « et les arts martiaux n’étaient autorisés que pour des fins de démonstration jusqu’en 1979, alors que le wushu fut autorisé à inclure des notions d’auto-défense, les pratiquants commencèrent à écrire les règles pour les tournois de wushu sanshou, et le gouvernement Communiste organisa un tournoi qu’ils appelèrent Sanshou ».
Confirmant une commune orientation de la modification des règles vers la sécurité, le président Huang approuve ces changements dans le kung fu full-contact. « En 1986, au 5e championnat du monde à Taiwan, il y avait des catégories de poids séparées mais toujours aucune protection. Plusieurs participants ont souffert de nez cassés et autres blessures ». L’International Kuoshu Federation décida donc de changer les règles. « Depuis 1988, les nouvelles règles s’appliquent ».

### Sanshou / Sanda
Tel que mentionné ci-dessus, jusqu’en 1979 les arts martiaux n’étaient autorisés que pour des fins de démonstration. Mais, en mars de cette année, le Centre Provincial d’Entrainement Sportif de Zhajiang, l’Université d’éducation physique de Beijing, et le Collège d’éducation physique Wuhan furent convoqués par le Comité de Sport National de la Chine, mandatés par le gouvernement pour transformer le Sanshou en sport de compétition. En octobre, les 3 premières équipes de Sanshou avaient été créées à partir de combattants provenant des collèges wushu cités plus haut. Plus d'équipes étaient formées dès mai 1980.
Les premières règles officielles de Sanshou furent rédigées en janvier 1982 lorsque le CNSC convoqua la Conférence Nationale des Règles de Sanshou de Compétition à Beijing. Six équipes des provinces de Shandong, Hebei et Guangdong, de l’Université d’éducation physique de Beijing et le Collège d’éducation physique Wuhan furent mandatées pour établir les règles, et le système de pointage qui seront utilisés pour ce sport. Dix mois plus tard, la toute première compétition de Sanshou était tenue en novembre 1982. La surface de combat était un cercle de 9m de diamètre, mais elle fut changée plus tard par un lei tai carré traditionnel.
Selon le grand maitre de Shuai Jiao, Liang Shou Yu, « Dans le passé, les compétitions de San Shou étaient tenues sur des lei tai, une plateforme de 24’ x 24’ x 5’ de haut. La victoire était acquise en projetant l’adversaire hors de la surface ou lorsqu’il demeurait au sol. En ce sens, le Shuai Jiao est une part importante du San Shou. Un participant sans connaissance en Shuai Jiao ne survivrait pas facilement dans un match de San Shou.
Kung Fu Magazine mentionne que projeter un adversaire hors du lei tai vaut 3 points, ce qui est « un équivalent d’un coup de pied crochet pivoté à la tête ou un fauchage parfait ».

### Lei tai sur l’eau
La ville de Taizhou, Zhejiang a été l’hôte du premier tournoi « On water Contest of the « liqun Cup » International Traditional Wushu and Unique Feats Tournament » du 22 au 26 mai 1999. 24 pays et 28 équipes nationales chinoises composées de plus de 1000 participants s’y sont opposés.
Le lei tai su l’eau s’est tenu dans l’après-midi de la 2e journée de compétition (23 mai). Il y avait 5 divisions, et c’était l’événement le plus attendu du tournoi. De la pluie juste avant l’événement avait rendu la surface glissante rendant les combats plus difficiles. Aussi, les combattants étaient restreints à l’équipement minimum, soit des gants et shorts. Le perdant qui tombait ou était projeté hors de la surface, se retrouvait dans l’eau. Pour une question de sécurité, le lei tai était plus petit de 1 m que le standard ce qui réduisait les impacts et permettait à des sauveteurs de pouvoir intervenir rapidement dans les situations où le combattant était inconscient. Aucune blessure sérieuse ne fut enregistrée dans cette épreuve.
Il y a eu d’autres événements sur l’eau depuis. En mars 2004, le 9e Championnat du monde de la ICKF a été l’hôte du 3e lei tai sur l’eau. Ce fut le premier événement international tenu par la ICKF qui a eu lieu entièrement sur l’eau.

### Stratégie
Kung Fu Magazine mentionne que l’absence de garde-corps autour du lei tai oblige les participants à troquer la puissance contre des manœuvres d’évitement circulaires puisqu’ils ne peuvent pas se faire coincer dans les câbles. Un combattant ne peut pas, non plus, se contenter de charger directement sur son adversaire. Une manœuvre d’évitement et de redirection rapide enverrait un adversaire qui charge trop rapidement hors de la surface de combat. Les combattants doivent donc composer, en plus, avec le facteur psychologique de se retrouver près du rebord de la surface. Comme un Sumo japonais, le combattant doit défendre sa position. Être chassé de la surface de combat constitue une défaite.
Selon Steve Cotter, le champion 1995 et 1996 du United States National Kuoshu, « une part de la stratégie consiste à projeter son adversaire hors du lei tai et espérer qu’il ne puisse pas revenir, ce qui vous accorde des points ».

### Avantages de la pratique
Selon le Swiss Open Kuoshu Tournament, le lei tai permet aux étudiants de kung fu de démontrer leurs connaissances techniques, de déplacements, d’enracinement de respiration et de contrôle de ses émotions. Le Kung Fu combiné au Lei Tai entraine l’instinct et le synchronisme. Ils favorisent la culture de la concentration et la relaxation en même temps. Ils enseignent la pratique du combat et l’application des mouvements appris dans les routines et la Taolu (formes). Avec le Lei Tai, un étudiant reçoit un feedback personnel de ses forces et ses faiblesses.

## Kuoshu Lei Tai vs Wushu Sanshou
Le Wushu moderne est une standardisation sportive des arts martiaux chinois et comporte traditionnellement deux disciplines : le Taolu (Formes) et le Sanshou ou Sanda (combat libre). De nos jours les termes Sanshou et Sanda se réfèrent à la discipline sportive Sanshou/Sanda dans le cadre du Wushu. Le Wushu Sanshou moderne est un sport de combat full-contact standard qui tire ses origines des techniques de combat à main nues de l’académie militaire Whampoa et qui possède son propre curriculum de techniques.
Le Lei Tai, quant à lui, obéit aux principes du Kuoshu (aussi prononcé Guoshu ou « art national »). Lei Tai, pris littéralement, veut dire « plateforme surélevé ». Pour le Guoshu, lei tai veut dire combat full contact sur la plateforme du même nom. Avant la modernisation de ce sport, les combats pouvaient inclure des armes. Contrairement au Wushu, le Lei Tai ne contient pas de curriculum de techniques spécifiques. Chacun des participants arrive avec son propre bagage technique spécifique en art martial chinois.
La différence principale réside, toutefois, dans les règles régissant ces deux sports. Premièrement, les règles du Wushu Sanshou de l’édition 2005 de la Fédération international de Wushu (www.iwuf.org) stipulent :
- Techniques légales : tous les types de coups de poing, coups de pied et projections
- Techniques illégales : coups de tête, coups de coudes, coups de genoux et les prises aux articulations. Toutefois, en Sanda professionnel, télédiffusé en Chine, les coups de genoux sont permis.
- Zones d’attaques légales (pointage) : tête, tronc et cuisses
- Zone d’attaques illégales : arrière de la tête, cou et les parties génitales

Ensuite, il y a les règles de Guoshu Lei Tai :
- Techniques légales : tous les types de coups de poing, coups de pied, coups de coude, coups de genou et projections
- Techniques illégales : coups de tête, frapper en maintenant l’adversaire et les prises aux articulations.
- Zones d’attaques légales (pointage) : aucune mention
- Zone d’attaques illégales : yeux, gorge, arrière de la tête et les parties génitales (poitrine pour les femmes)

Les arts martiaux chinois contiennent traditionnellement quatre éléments généraux : les coups de poing, les coups de pied, les projections et le combat au sol. En combat full-contact, seulement les trois premiers éléments sont permis ; sont interdits le combat au sol, la lutte et le contrôle des articulations. En ce qui concerne les projections et la lutte debout, les deux sports partagent les mêmes critères :
- Si un combattant reste debout alors que l’autre tombe ou est projeté au sol, celui qui reste debout reçoit 2 points
- Si un combattant atterrit par-dessus l’autre, celui du dessus recevra 1 point
- Si les 2 combattants tombent au sol en bas du lei tai, aucun point n’est accordé
- Aucun point n’est accordé lorsqu’on tient l’adversaire

Les deux sports divisent les combats en rounds de 2 minutes. Le combat est gagné en remportant 2 des 3 rounds, par KO ou par une blessure rendant la poursuite du combat impossible. Toutefois, en Guoshu Lei Tai, il y a une règle qui dit qu’un combattant perd s’il tombe au sol 3 fois consécutivement.
Les protocoles de compétition sont pratiquement identiques dans les deux cas, en incluant les saluts, l’arbitrage, les gestes et les signaux durant le combat. Le Sanshou se pratique aussi sur un lei tai. Contrairement à la boxe, le kick-boxing ou le Muay Thai, le lei tai n’a pas de cordes ou de limites structurelles. Les combattants peuvent donc tomber ou être projetés hors de la surface de combat. Cette configuration fait qu’on ne peut pas « emprisonner » un adversaire dans un coin pour lui servir une correction. En Wushu Sanshou, lorsqu’on réussit à projeter l’adversaire hors du lei tai deux fois dans le même round, la victoire est acquise. En Guoshu Lei Tai, il faut le projeter 3 fois dans le même round.
Outre certaines petites différences, la différence majeure repose sur la légalité des coups de coudes et de genoux en Guoshu Lei Tai. Cet aspect offre un éventail de possibilités beaucoup plus étendues qu’en Sanshou et rehausse d’autant le spectacle. Essentiellement, le Sanshou possède des limitations semblables au kick-boxing.
Une autre différence réside dans le temps permis pour tenir ou agripper l’adversaire. En Wushu Sanshou, il n’est pas permis d’agripper l’adversaire durant plus de 2 secondes alors que le Guoshu Lei Tai accorde 5 secondes au total. Ce délai permet l’exécution de techniques de projections efficaces même s’il est beaucoup plus court qu'en MMA ou en Muay Thai.
Une autre différence majeure à l’avantage du Guoshu Lei Tai est la versatilité des techniques de mains. Le Sanshou utilise des gants de boxe traditionnels qui limitent beaucoup la dextérité du combattant. Le Lei Tai utilise des gants semblables à ceux utilisés en MMA, qui permettent d’agripper ou de frapper l’adversaire à main ouverte. Le Sanshou oblige aussi le port d’un plastron, contrairement au Lei Tai. Sauf au niveau du Sanshou professionnel, les deux sports imposent le port de protection pour la tête, d’un protecteur buccal et d’une coquille.
Le Guoshu Lei Tai interdit les frappes à l’intérieur de la jambe alors que ces dernières sont permises en Sanshou et dans d’autres sports de combat tel que le Muay Thai.
En résumé, chaque style possède ses forces et ses faiblesses. À cause des variations règlementaires et la perspective de pouvoir aller chercher plus de points lors de projections, les comabattants de Wushu Sanshou ont eu tendance à négliger le raffinement de bonnes techniques de combat debout contrairement à ce qui est observé en Guoshu Lei Tai. Il en résulte des combats plus agressifs et de meilleure qualité du point de vue du spectateur.